# Вейнбреннер, Фридрих

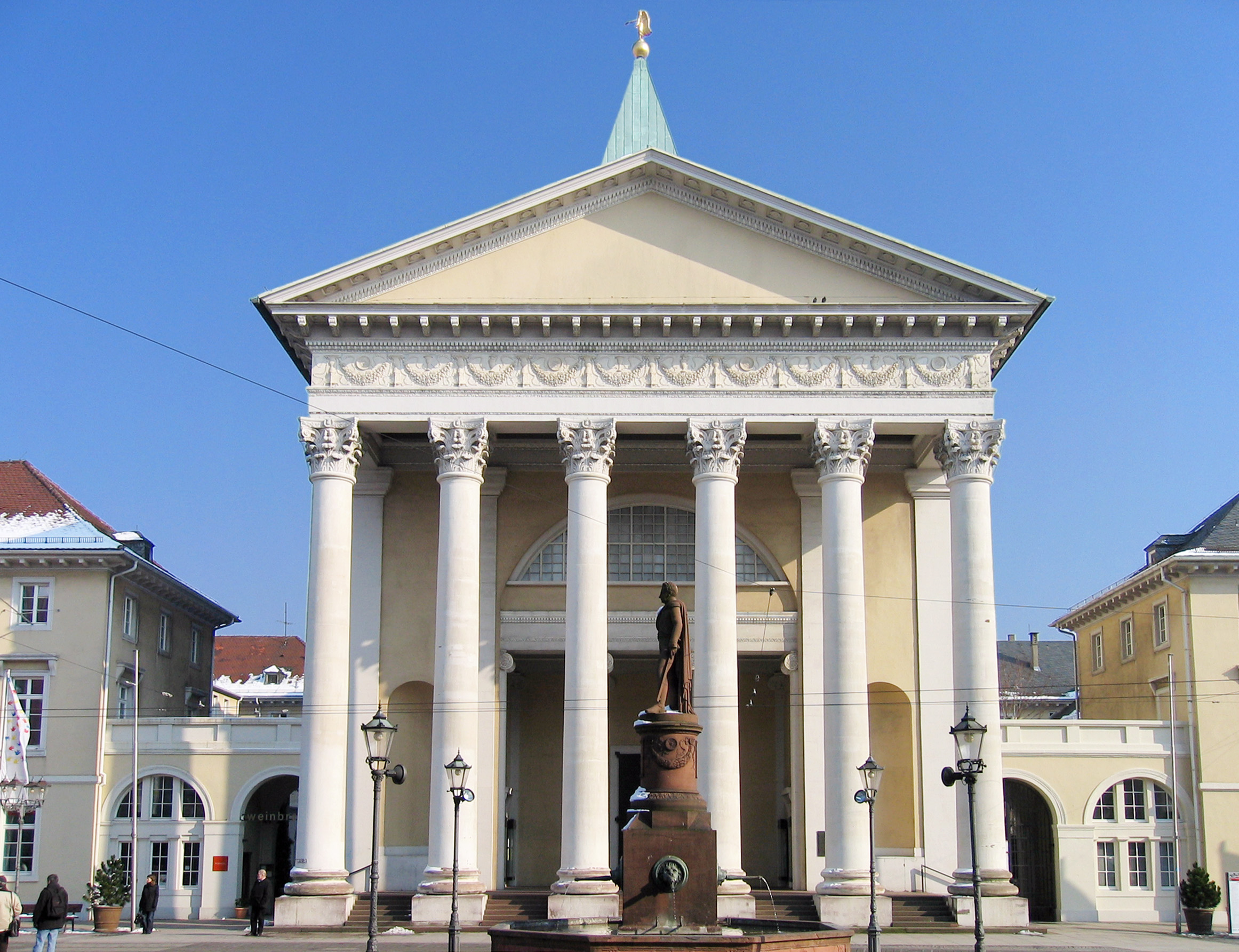
Карлсруэ. Лютеранская гор.церковь

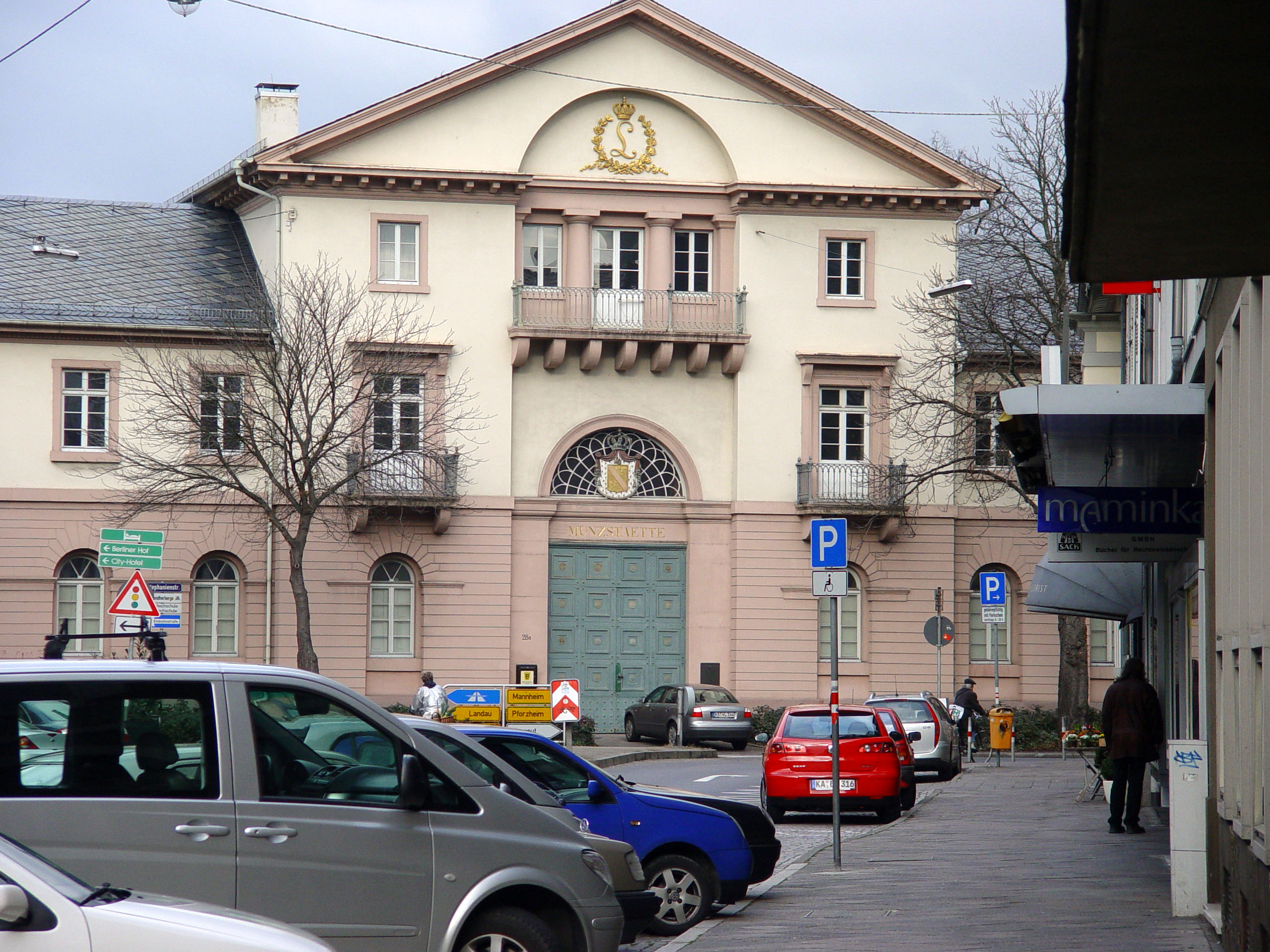
Карлсруэ. Мюнце

Фридрих Вейнбреннер (нем. Friedrich Weinbrenner, род. 24 ноября 1766 г. Карлсруэ — ум. 1 мая 1826 г. Карлсруэ) — немецкий архитектор, представитель классицизма.

## Биография
Сын плотника. С 1788 года Ф.Вейнбреннер работает мастером на стройках в Лозанне и Цюрихе. С 1790 года начинает в Вене изучать архитектуру (в том числе и самоучкой). В 1790—1791 годах посещает занятия в Академиях Вены и Дрездена, в 1791-92 — Берлина; изучает античное искусство и английское палладианство. В период с 1792 по 1797 год живёт и учится в Италии, изучает археологию в Риме, Помпеях и Геркулануме.
После возвращения в Германию работает в Карлсруэ, затем в Страсбурге и в Ганновере. В 1800 году окончательно возвращается в Карлсруэ. С 1797 года Ф.Вейнбреннер — государственный директор Бадена по строительству. С 1800 он руководитель финансируемой государством строительной школы, преобразованной в 1825 году в Политехническую школу Карлсруэ, на основании которой затем был создан Университет Карлсруэ.
Работы Ф.Вейнбреннера ныне выделяются в особый, присущий 1-й половине XIX столетия «стиль Вейнбреннера». Зодчий известен не только своими сооружениями и преподавательской деятельностью, но и как архитектор, спланировавший в классическом стиле центр Карлсруэ.

## Избранные сооружения
- Синагога, (1798—1806), Карлсруэ
- Маркграфский дворец, (1803-14), Карлсруэ
- здание Придворного театра, (1804-08), Карлсруэ
- Лютеранская городская церковь, (1807-16), Карлсруэ
- Католическая городская церковь, (1808-14), Карлсруэ
- Государственный монетный двор, (1826-27), Карлсруэ
- Вилла Гамильтон, (1809), Баден-Баден
- Санаторный павильон, (1821-25), Баден-Баден